# SEISA Gear
SEISA Gear Ltd. (englisch für 株式会社セイサ Kabushiki-gaisha Seisa) war ein börsennotierter, japanischer Zahnrad- und Getriebehersteller mit Schwerpunkt auf Kupplungen mit Sitz in der Stadt Kaizuka in Osaka. Heute gehört das Unternehmen zur Sumitomo Group.

## Geschichte
Die Firma wurde 1916 unter dem Namen Osaka Seisasho Co., Ltd. gegründet und 1935 in Osaka Seisa -zoki Co, Ltd. umbenannt. Im Jahr 1937 übernahm das Unternehmen Mizoguchi Gear Factory, um mit der Herstellung von Zahnrädern zu beginnen. Im Jahr 1956 wurde das Unternehmen in die Kobe Steel Gruppe nach einer Kapitalinvestition von Kobe Steel Ltd. übernommen.
Im Jahr 1999 wurde Osaka Seisa durch die Sumitomo-Gruppe und in den Bereich der Sumitomo Heavy Industries (SHI) eingegliedert. Drei Jahre später nahm das Unternehmen den Namen SEISA Gear, Ltd. an. Im Jahr 2006 wurde SEISA eine 100%ige Tochtergesellschaft von SHI, indem SEISA Gear, Ltd. von der Börse genommen wurde.
Im Jahr 2016 wurde der Firmenname in Sumitomo Heavy Industries Gearbox Co., Ltd. geändert, im folgenden Jahr erfolgte die Geschäftsintegration mit dem SHI PTC-Getriebegeschäft (Okayama). Mit diesem Schritt wurde SEISE Gear in das Geschäftsfeld der Marke Sumitomo Drive Technologies eingegliedert.